# CAGI A-7
CAGI A-7 (nebo též CAGI 7-EA, rusky A-7) byl sovětský dvoumístný vírník z 30. let 20. století. Jeho hlavním konstruktérem byl sovětský letecký inženýr Nikolaj Iljič Kamov, jenž tou dobou působil v experimentální hydrodynamické divizi Ústředního aerohydrodynamického institutu (CAGI).
První zkušební let proběhl 20. září 1934. 18. srpna 1935 byl vírník představen veřejnosti na letecké přehlídce v Tušinu. V roce 1937 získal stroj státní atestaci. Mimo verze A-7bis byly vyrobeny (v Závodě č. 290 na letišti Podosinki poblíž železniční stanice Uchtomskaja) i vojenské verze s označením A-7-3a.

## Technické údaje
A-7 bis00
- Průměr rotoru: 15,2 m
- Prázdná hmotnost: 1 300 kg
- Vzletová hmotnost: 2 056 kg
- Pohon: vzduchem chlazený 9cylindrový radiální motor PD M-22
- Výkon: 355 kW
- Maximální rychlost: 210 km/h
- Minimální rychlost: 46 km/h
- Maximální dostup: 4 800 m
- Potřebná vzletová dráha: 30 m
- Potřebná přistávací dráha: 20 m
- Dolet: ?
- Posádka: 2